# 불재로
불재로(Buljae-ro)는 전북특별자치도 임실군 신덕면삼길사거리에서 완주군 구이면광곡사거리까지 연결하는 도로이다.

## 주요 경유지
전북특별자치도
- 임실군 (신덕면) -  완주군 (구이면)

## 노선
| 이름        | 접속 노선               | 소재지 | 소재지 | 비고 |
| ----------- | ----------------------- | ------ | ------ | ---- |
| 삼길삼거리  | 신덕평로                | 임실군 | 신덕면 |      |
| 희망교      |                         | 임실군 | 신덕면 |      |
| 신흥 교차로 | 국가지원지방도 제49호선 | 임실군 | 신덕면 |      |
| 신흥교      |                         | 임실군 | 신덕면 |      |
| 흥덕교      |                         | 임실군 | 신덕면 |      |
| 신기교      |                         | 임실군 | 신덕면 |      |
| 불재        |                         | 임실군 | 신덕면 |      |
|             | 완주군                  | 구이면 |        |      |
| 광곡삼거리  | 완주군                  | 구이면 | 왜목로 |      |